# Пейс, Кейт
Кейтрин Пейс-Линдси (англ. Katherine Pace-Lindsay; род. 13 февраля 1969, Норт-Бей) — канадская горнолыжница, специалистка по скоростному спуску. Представляла сборную Канады по горнолыжному спорту в 1990—1998 годах, чемпионка мира, победительница двух этапов Кубка мира, четырёхкратная чемпионка канадского национального первенства, участница двух зимних Олимпийских игр.

## Биография
Кейт Пейс родилась 13 февраля 1969 года в городе Норт-Бей провинции Онтарио. Проходила подготовку в местном клубе North Bay Ski Racers, начало её спортивной карьеры было омрачено несколькими серьёзными травмами, из-за которых она долгое время не могла выйти на лидирующие позиции.
В конце 1990 года вошла в основной состав канадской национальной сборной и дебютировала в Кубке мира. Уже в дебютном сезоне на двух этапах смогла пробиться в десятку сильнейших, в том числе на этапе в японском Фурано финишировала в скоростном спуске четвёртой.
Первого по-настоящему серьёзного успеха на международной арене добилась в 1993 году, когда побывала на чемпионате мира в Мориоке и привезла оттуда награду золотого достоинства, выигранную в скоростном спуске. Несколько недель спустя в том же сезоне одержала и первую победу в Кубке мира — в той же дисциплине обошла всех своих соперниц на этапе в норвежском Квитфьеле. За эти выдающиеся достижения по итогам сезона была признана лучшей спортсменкой Канады и получила премию Бобби Розенфельд.
В 1994 году добавила в послужной список ещё одну золотую медаль, добытую на этапе Кубка мира — была лучшей в скоростном спуске на соревнованиях во французской коммуне Тинь. Благодаря череде удачных выступлений удостоилась права защищать честь страны на зимних Олимпийских играх в Лиллехаммере — финишировала здесь пятой в скоростном спуске, тогда как в супергиганте показала двенадцатый результат.
После лиллехаммерской Олимпиады Пейс осталась в главной горнолыжной команде Канады и продолжила принимать участие в крупнейших международных соревнованиях. Так, в 1996 году она выступила на мировом первенстве в Сьерра-Неваде, где оказалась в программе скоростного спуска четвёртой, отстав от призового третьего места всего на 0,01 секунды.
В 1998 году отправилась представлять страну на Олимпийских играх в Нагано, где заняла 19 место в скоростном спуске и 27 место в супергиганте.
Вскоре по окончании Олимпиады приняла решение завершить спортивную карьеру. В течение своей спортивной карьеры Пейс в общей сложности пять раз поднималась на подиум Кубка мира, в том числе получила две золотые медали, одну серебряную и две бронзовые. Ей так и не удалось завоевать Хрустальный глобус, но в одном из сезонов она была в скоростном спуске второй. Наивысшая позиция в общем зачёте всех дисциплин — 14 место. Является, помимо всего прочего, четырёхкратной чемпионкой Канады по горнолыжному спорту.
Впоследствии вышла замуж за мануального терапевта Марка Линдси. Двенадцатикилометровый многофункциональный маршрут в окрестностях её родного города Норт-Бей, предназначенный для ходьбы, бега, катания на велосипеде и на роликах, ныне носит её имя.